# 나콘나욕주
나콘나욕주(태국어: นครนายก)는 태국 중부에 있는 주(창왓)의 하나이다. 이웃한 주로는 북쪽부터 시계 방향으로 사라부리주, 나콘랏차시마주, 쁘라찐부리주, 차층사오주, 빠툼타니주가 있다.
나콘나욕은 시원한 폭포와 풍성한 과일로 유명하다.

## 어원
나콘은 산스크리트어로 '도시'를 의미하는 나가라(नगर)에서 온 것이고 나욕은 산스크리트어로 지도자나 대장을 의미하는 나야카(नायक)에서 온 것이다. 그러나 이들을 연결하면 나는 '논'을 의미하고 욕은 '면세'를 의미한다. 그래서 주의 이름은 '면세 도시'를 의미한다.

## 지리
주의 북부는 높이 1292m의 요드카오끼에우가 있는 동파야옌산맥에 위치한다. 지역의 대부분은 카오야이 국립공원에 속한다. 그러나 주의 중부는 나콘나욕강에 의해 형성된 평야이다. 주의 남부는 산성 토양이기 때문에 상대적으로 척박하다.
주의 주요 강은 나콘나욕강이다. 강은 쁘라찐부리주의 반상군에서 쁘라찐부리강과 합류해 방빠꽁강을 형성한다.

## 역사
나콘나욕은 아마도 11세기의 드바라티 왕국 시대에 세워진 것으로 생각된다. 이 때의 유적은 현재 도시 남쪽의 므앙 보란동라콘에서 볼 수 있다. 원래의 이름은 므앙 라블래였고 1350년에 아유타야 왕국 동쪽 경계를 지키는 요새가 되었을 때 나콘나욕으로 개칭되었다.
1943년 1월 1일에 정부는 나콘나욕주를 폐지하고 사라부리주에 편입된 반나군을 제외하고는 쁘라찐부리주에 병합되었다. 1946년 5월 9일에 주는 재설치되었다.

## 행정 구역
난에는 4개의 암프(군)와 더 세부 행정구역인 41개의 땀본 그리고 403개의 무반 (행정 구역)이 있다.
| 1. 나콘나욕군 2. 빡플리군 | 1. 반나군 2. 옹카락군 |